# Saint Anne Sandy Point
Saint Anne Sandy Point é uma paróquia de São Cristóvão e Neves localizada na ilha de São Cristóvão. Sua capital é a cidade de Sandy Point.